# Marie-Louise Driancourt
Marie-Louise Driancourt, née Martin, le 17 décembre 1887 à Lyon et morte le 6 novembre 1914 à Arcueil-Cachan, est une pionnière de l'aviation française en tant que pilote d'aéroplane d'avant-guerre.

## Jeunesse
Marie-Louise Martin naît dans le 3e arrondissement de Lyon, rue de Marseille, le 17 décembre 1887,. Son père Claude est caissier et sa mère Joséphine Tschug est tailleuse.
Le 28 octobre 1905, elle épouse à Lyon Albert Louis André Driancourt, avec qui elle déménage dans le 9e arrondissement de Paris. Le couple aura trois filles : Marie (née le 2 mars 1906), Paule (née le 15 avril 1907) et Georgette (née le 8 avril 1909).

## Aviation
Marie-Louise Driancourt commence à piloter en 1910 près de Chartres à l'école Blériot. Elle devient par la suite élève de l'école d'aviation Caudron au Crotoy. La jeune femme obtient son brevet de pilote, le no 525, le 15 juin 1911,. Marie-Louise Driancourt est la sixième femme dans le monde à obtenir son brevet de pilote et la cinquième en France sur un total de 525 pilotes brevetés à l’époque.
Elle participe à de nombreuses démonstrations aériennes en 1911, dont celle de Crotoy (septembre) et de Pampelune, en Espagne. Elle est une participante remarquée du meeting de Saint-Lyé près de Troyes en 1911 du 10 septembre 1911 au 12 septembre 1911. À Pampelune, en Espagne, elle aurait été personnellement félicitée par le roi Alphonse XIII pour ses exploits.
Son mari, qui avait soutenu sa passion pour l'aviation, meurt dans un accident de voiture au début de 1912, la laissant veuve avec trois jeunes enfants.
Sa situation financière est difficile, mais elle continue à pratiquer « l’aérostation ». Le 9 mars 1912, elle s'écrase à Issy-les-Moulineaux, et son avion est détruit. Elle ne participe plus qu'à un seul événement, celui de Juvisy en avril 1912, puis elle quitte l'aviation pour toujours.
Elle fut une membre discrète de l’aéroclub féminin et féministe La Stella, fondé en 1909 par Marie Surcouf, la plupart des femmes pilotes d'avion n'y ont jamais adhéré, pour des raisons sociales et économiques. Le 17 mars 1914, elle est encore mentionnée en tant que membre de cette société en mars 1914 ; la Stella comprend alors sept femmes pilotes et réserve aux femmes les places de membres décisionnaires. Les hommes ont le droit de monter à bord des avions de ces dames, à condition que leur rôle se limite à celui de passager. Organisant des événements mondains, le club La Stella est une des rares associations qui portent à cette époque la parole féministe jusque dans la haute société.
Être une aviatrice est mal perçu au début du XXe siècle. Comme témoigne un de ses petits-fils : « Mariée à mon grand-père d'une famille très bourgeoise, l'activité de ma grand-mère a été très mal reçue et sitôt son décès, les souvenirs ont dû être détruits ; pour exemple, en 1955 à la mort de mon arrière-grand-mère, la belle-mère de Madame Driancourt, une tante de ma mère, a dit à celle-ci « Si votre père avait interdit à votre mère de voler, elle serait certainement encore parmi nous » ».
Elle meurt le 6 novembre 1914, à Arcueil-Cachan, à seulement 26 ans, dans des circonstances non élucidées. Est-ce les suites du grave crash qu’elle a subi en mars 1912 ? Est-ce une victime de la tuberculose comme le prétend une autre version ?[style à revoir]